# Aalter
Aalter és un municipi belga de la província de Flandes Oriental a la regió de Flandes. Està compost pels antics municipis d'Aalter, Bellem, Lotenhulle i Poeke. L'1 de gener de 2019 va fusionar amb Knesselare i la nova entitat va optar per al nom d'Aalter.

## Nuclis
| #          | Nom                                            | Superfície | Població (2002) |
| ---------- | ---------------------------------------------- | ---------- | --------------- |
| I (V) (VI) | Aalter -Aalter -Aalter-Brug -Sint-Maria-Aalter | 46,35      |                 |
| II         | Bellem                                         | 12,08      |                 |
| III        | Lotenhulle                                     | 17,66      |                 |
| IV         | Poeke                                          | 5,82       |                 |

| #  | Nom        | Extensió (km²) | Població (01/01/2006) |
| -- | ---------- | -------------- | --------------------- |
| I  | Knesselare | 16,55          | 5.235                 |
| II | Ursel      | 20,72          | 2.665                 |

## Situació
- a. Knesselare
- b. Ursel (Knesselare)
- c. Zomergem
- d. Hansbeke (Nevele)
- e. Nevele
- f. Poesele (Nevele)
- g. Meigem (Deinze)
- h. Vinkt (Deinze)
- i. Kanegem (Tielt)
- j. Ruiselede
- k. Beernem
- l. Sint-Joris (Beernem)

## Evolució demogràfica
- Font:NIS
- 1977: annexió de Bellem, Lotenhulle i Poeke

## Agrermanaments
- La Creuse
- Rotenburg (Wümme)

## Personatges il·lustres
- Flor Grammens, activista lingüístic

## Links
- Best Western Hotel Orchidee****